# Ben Shahn
Ben Shahn (Kaunas, 12 september 1898 - New York, 14 maart 1969) was een in Litouwen geboren Amerikaanse artiest, muurschilder, sociaal activist, fotograaf en docent. Hij is bekend geworden door zijn werken van sociaal-realisme, zijn linkse politieke denkbeelden en zijn reeks lezingen gepubliceerd als The shape of content.
Hij werd geboren in Kaunas (Litouwen), als zoon van Joshua Hessel en Gittel (Lieberman) Shahn. Zijn vader werd in 1902 naar Siberië verbannen vanwege  vermeende revolutionaire activiteiten, zijn moeder en zijn drie jongere broers en zussen vertrokken naar Vilkomir (Ukmerge). In 1906 emigreerde de familie naar de Verenigde Staten, waar zij met hun vader werden herenigd, die uit Siberië gevlucht was. Zij vestigden zich in Williamsburg, een wijk in New York. Shahn begon zijn artistieke loopbaan in New York, waar hij eerst in de typografie werd opgeleid. De vroege ervaringen van Shahn met typografie en grafisch ontwerpen keerden later terug in zijn schilderijen die dikwijls een combinatie van tekst en beeld bevatten. Het voornaamste verfinstrument van Shahn was tempera, wat populair was onder sociaal-realisten.
Hij werd door Walker Evans, een vriend en voormalige kamergenoot, aangeraden naar Roy Stryker te gaan om daar aan de fotografische groep van de Farm Security Administration (FSA) deel te nemen, waarmee hij al reizend het Amerikaanse zuiden documenteerde samen met Walker Evans, Dorothea Lange en andere fotografen.

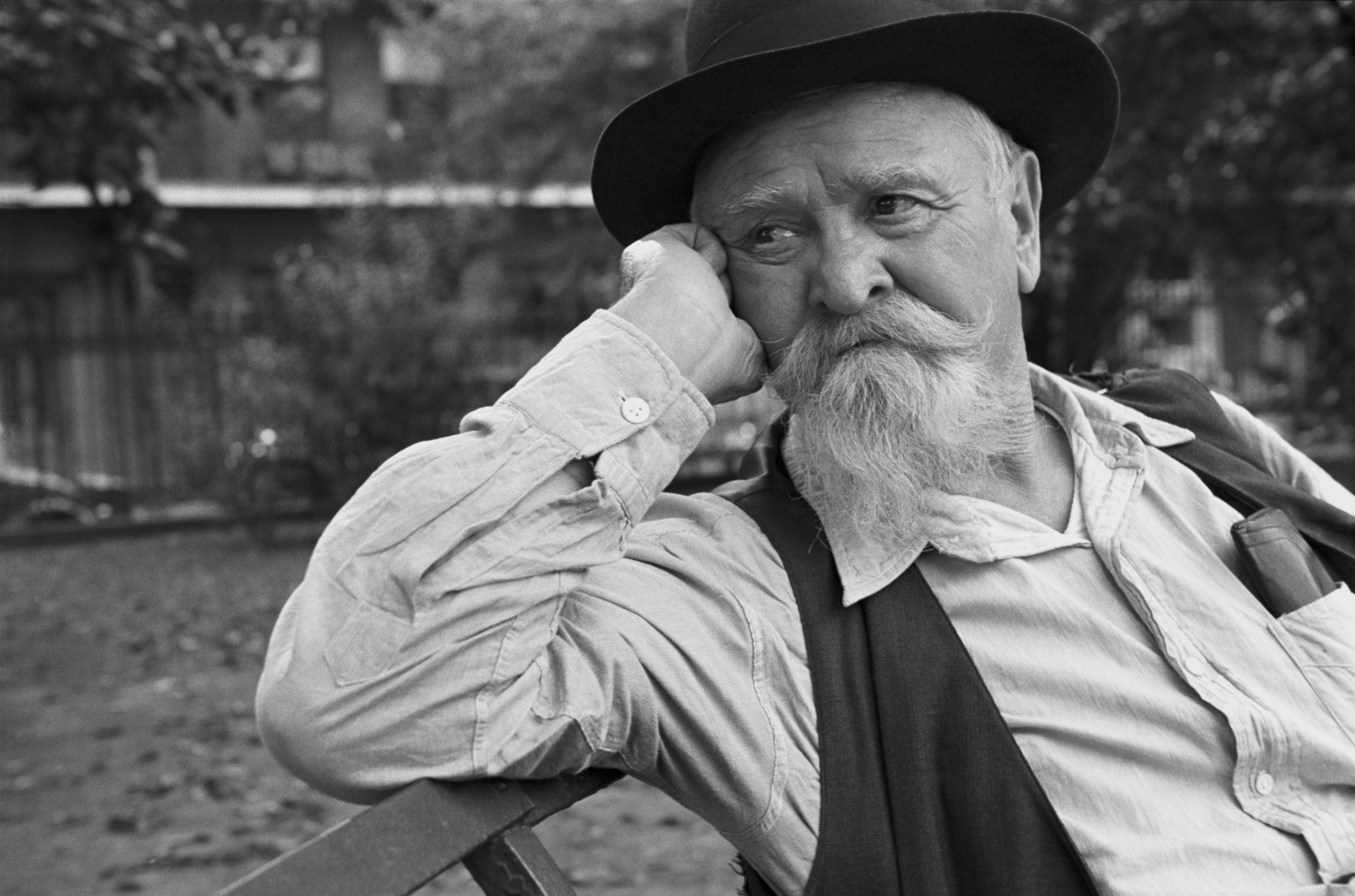
An old sailor snapped in Jackson Square, New Orleans
Urbana, Ohio (1938)
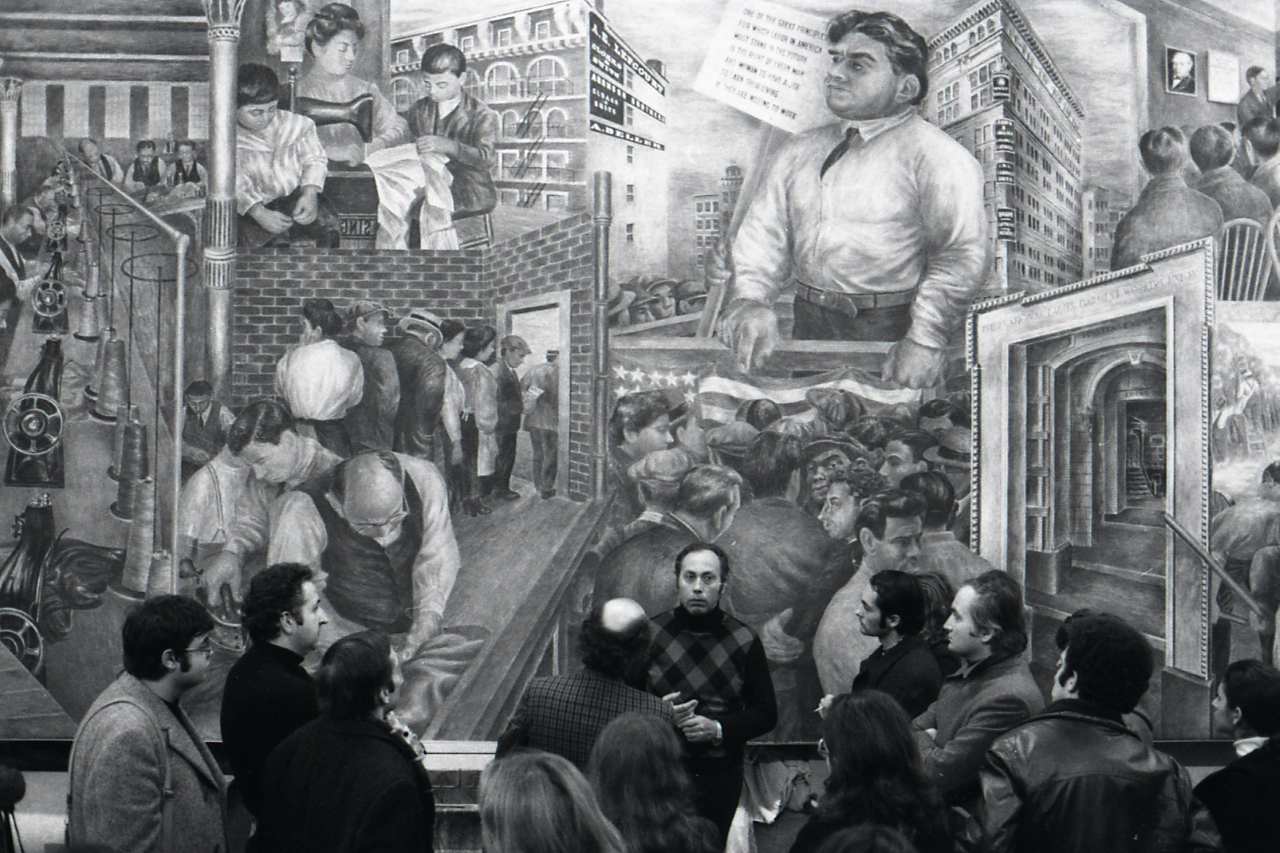
Middenpaneel van de Jersey Homesteads muurschildering (1937-1938) gefotografeerd door Paolo Monti in 1972

## Publicaties (selectie)
- Ben Shahn (voorw. van James Thrall Soby en Mildred Constantine), Tentoonstelling Stedelijk Museum Amsterdam, 22 dec. '61/22-jan. '62 (Catalogus / Stedelijk Museum Amsterdam ; 285). Amsterdam, 1961.
- Davis Pratt: The photographic eye of Ben Shahn. Harvard University Press, 1975. ISBN 9780674666153